# Calesia roseiceps
Calesia roseiceps là một loài bướm đêm trong họ Erebidae.